# César Franck
César Franck, cuyo nombre completo era César-Auguste-Jean-Guillaume-Hubert Franck, (Lieja, 10 de diciembre de 1822–París, 8 de noviembre de 1890) fue un compositor y organista francés de origen belga.

## Biografía
El padre del músico se había casado en 1820 con una joven de Aquisgrán, Maria Christine Barbe; de la unión nacieron dos varones: César (1822) y Joseph (1825). Modesto empleado de banca, Nicolas Joseph Franck intentó por todos los medios convertir a sus hijos en artistas de renombre.
Desde muy pronto impuso el aprendizaje del piano al mayor de ellos y del violín al menor, sometiéndolos a largas horas de práctica. César entró a temprana edad en el Conservatorio de Lieja, asistiendo a las clases de piano de Jahleau y a las de solfeo de Duguet. Sus progresos eran rápidos gracias a su sorprendente memoria, a un oído muy fino y a unos dedos largos y afilados que abarcaban sin dificultad los acordes más amplios. En 1833, inició estudios de armonía con Daussoigne. Al año siguiente, su obstinado padre logró que tocara (teniendo solamente doce años de edad) ante el rey Leopoldo I de Bélgica. Solamente sería el primer paso. Ambicionando para su hijo la fama alcanzada por virtuosos como Paganini o Liszt, Nicolas Joseph abandonó Valonia con toda su familia y, a comienzos de 1835, se instaló en París.
El conservatorio de esta ciudad no permitía el acceso de extranjeros, por lo que tuvo que solicitar la nacionalidad francesa. Durante la espera, César estuvo bajo la tutela de dos excelentes profesores, Zimmermann y Reicha, los cuales le auguraron un gran futuro. Obtenida la nacionalidad, César ingresó en el Conservatorio de París el 4 de octubre de 1837, a los catorce años. Concienzudo y minucioso, supo obtener un galardón cada año.
Los éxitos le abrieron nuevos horizontes, permitiéndole dar nuevos conciertos. A partir de ese momento, su padre se convirtió en su empresario, obligándole a componer una obra tras otra que le permitiesen actuar en público. De 1837 a 1844 la historia de César Franck es la de las decisiones tomadas por su progenitor, quien logró introducirlo en los salones de los constructores de pianos Pape y Erard y en diversos círculos privados. Nicolas Joseph llegaría al extremo de sacar a sus hijos del conservatorio, donde, en su opinión, perdían el tiempo.
En 1846, y con 24 años, César Franck, que hasta entonces se había sometido sin oposición alguna a los deseos de su padre, se rebela de pronto contra él. Desde hacía dos meses el joven compositor daba clases en un pensionado de París. Entre sus alumnas había una que atraía visiblemente su interés: Eugénie-Félicité Jaillot-Desmousseaux, hija de unos actores de la Comédie Française.
César discute violentamente con su padre y abandona el hogar familiar para instalarse en la rue Blanche, muy cerca de los Desmousseaux. Contra la voluntad paterna, el 22 de febrero de 1848 César Franck contrae matrimonio con Félicité; para llegar a la iglesia, los novios tienen que sortear las barricadas que la revolución había levantado en París.
Comienzan así los años oscuros. Durante veinte años, el músico llevaría una vida de pequeño burgués en la que los problemas del vivir cotidiano eran los únicos acontecimientos. Cada año, cinco o seis conciertos en Orleans como «pianista acompañante» servían para apuntalar su precaria economía. Era una existencia ahogada entre el peso de la lucha incesante por sobrevivir y la dedicación a la familia: cuatro hijos nacidos entre 1848 y 1853, dos de los cuales morirían a temprana edad. Fue la de César Franck durante esos años una vida apagada y sin brillo, en la que compuso muy pocas obras y, prácticamente, ninguna de especial importancia.
Un inesperado acontecimiento iba a transfigurar esa vida gris. En 1853, su amigo el abbé Dancel le ofrece el puesto de organista en su iglesia de San Juan y San Francisco en el Marais y pone a su disposición un excelente y moderno órgano, uno de los primeros instrumento construidos por Aristide Cavaillé-Coll.

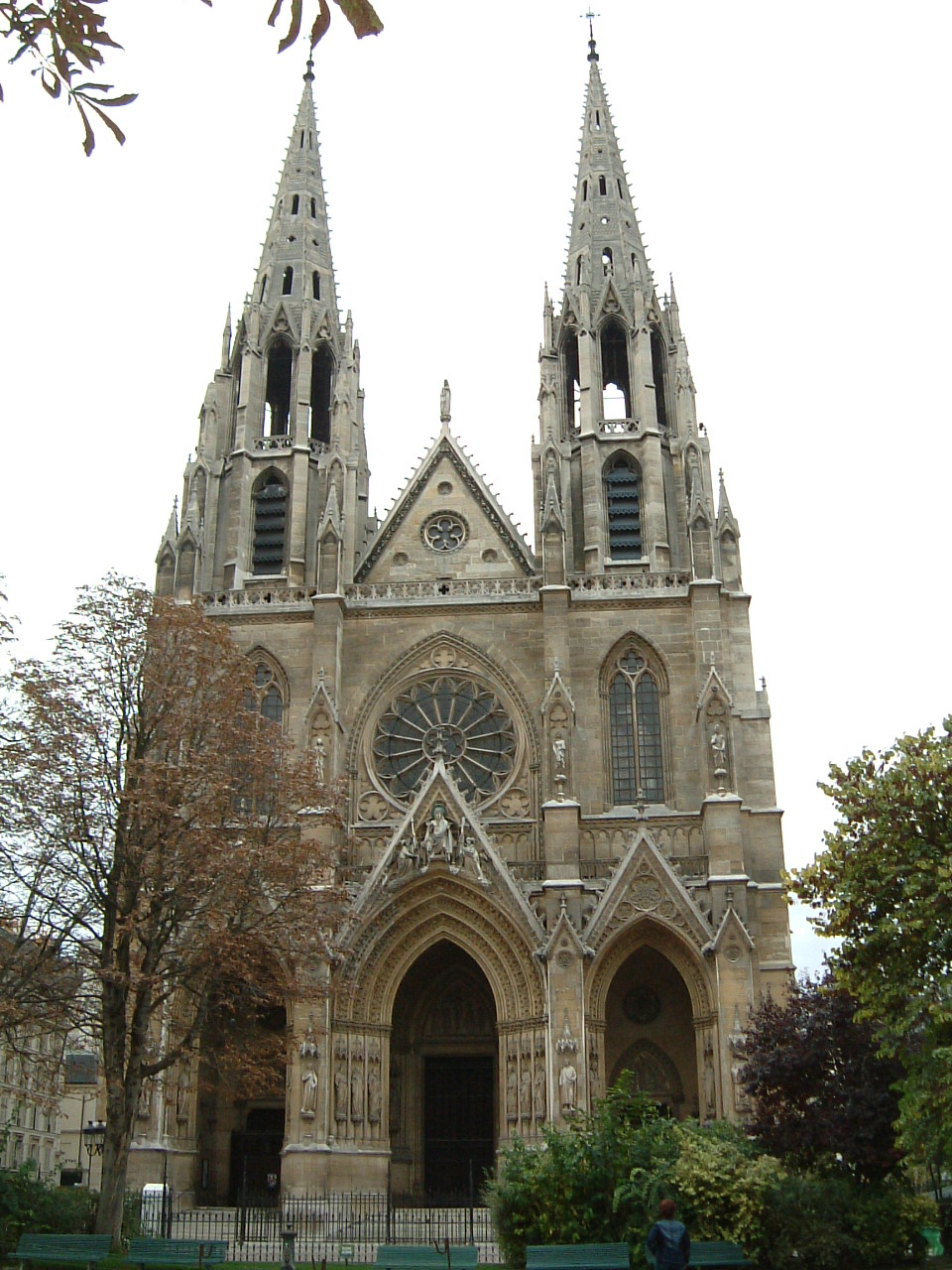
Iglesia de Santa Clotilde de París, donde Franck fue organista 42 años.

En 1858 Franck cambia de destino, convirtiéndose en organista de la iglesia de Santa Clotilde, dotada también de un magnífico Cavaillé-Coll. Franck se sentaría ante este instrumento excepcional hasta el fin de sus días. En él interpretaría, el 17 de noviembre de 1864, su compendio de Seis piezas para órgano, obra que significó el despertar de la música organística en Francia.
Poco a poco, el nombre de César Franck comienza a renacer, abriéndose para él las puertas de las salas de conciertos y las de las iglesias en las inauguraciones de órganos nuevos. El notable cambio culmina en 1872, fecha en que es nombrado profesor de órgano en el Conservatorio. Una acontecimiento que, al fin, le asegura un salario digno y le permite recobrarse de los malos momentos de la guerra franco-prusiana, en los que había perdido a la mayor parte de sus alumnos.
Se inicia entonces el período en que ven la luz sus grandes obras maestras. Si su oratorio Les béatitudes le había ocupado diez años (1868-78), en esta nueva época logra concluir cada verano una composición magistral. Animado de verdadera fiebre creadora, Franck parece querer recuperar el tiempo perdido. Un estado de ánimo que es, sin duda, estimulado por el contacto constante con sus alumnos –Vincent d'Indy, Henri Duparc, Ernest Chausson, Bréville…–, miembros de lo que algunos llamaron despectivamente la «banda de Franck». Los componentes del grupo desarrollaron importantes programas de conciertos públicos, propiciados por la creación de la célebre Société Nationale de Musique, fundada apenas concluyó la guerra de 1870 y a la que Franck se asoció desde el primer momento.
En las salas de la Société se estrenaría la mayor parte de las obras que Franck compuso en los años siguientes: en 1882, El cazador maldito; en 1884, el Preludio, coral y fuga y Los Djinns; en 1885, las Variaciones sinfónicas; en 1886, la Sonata para violín y piano; en 1887, Preludio, aria y final; en 1888, Psyché y la Sinfonía en re menor; en 1889, el Cuarteto de cuerdas.
A los 68 años, César Franck era aún un músico lleno de inspiración y proyectos. En el verano boreal de 1890 compuso en Nemours una excepcional trilogía: los Tres corales para órgano, que constituirían su auténtico testamento musical y espiritual. Hasta el momento había gozado de buena salud, pero desde esa fecha comenzó a sentirse fatigado. En mayo de 1890 había sufrido un accidente de tráfico: el simón en el que viajaba fue embestido por un ómnibus. En el choque, el músico se había desvanecido, pero su fuerte constitución le permitió un rápido restablecimiento.
El verano en Nemours le hizo recobrar las fuerzas, por lo que, a pesar de las advertencias de la familia y de su médico, el 4 de octubre decidió reemprender las clases. El 18 de ese mes dio la que sería su última lección. Un resfriado le obligó a guardar cama y pronto se le declaró una pleuresía, que se complicó con una pericarditis. En noviembre su salud empeoró. El día 7 le rondó por la cabeza la idea de componer una fuga, llenando de desasosiego su ánimo. El sábado día 8, a las 5 de la mañana, la vida de César Franck se extinguía.

## Obra

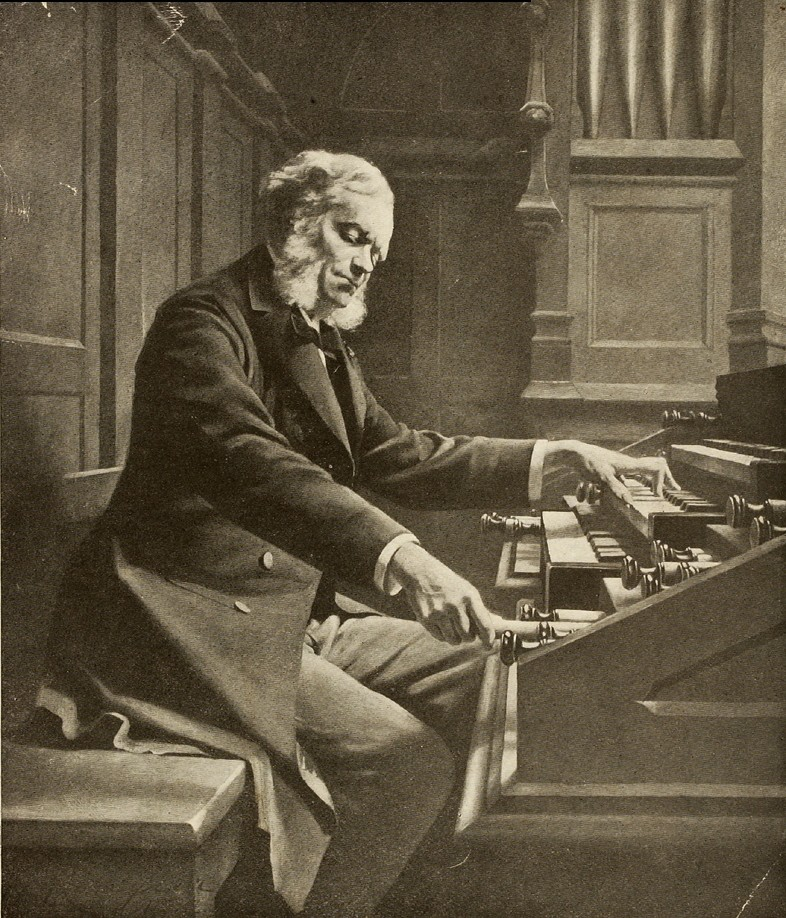
Cesar Franck al órgano.

### Introducción
La obra de César Franck se divide claramente en tres períodos cronológicos que corresponden a otras tantas etapas concretas de su vida. El primero de ellos se inicia con las Variaciones brillantes para orquesta y el Gran trío para piano, violín y violonchelo, ambos de 1834, y se prolonga hasta 1848, año en que el músico contrae matrimonio e inicia su vida lejos del hogar familiar. La mayoría de las obras de este período están escritas para ser interpretadas en sus actuaciones como pianista, bien a solo o acompañando la voz o a grupos instrumentales de cámara. Baladas, Variaciones, Fantasías, dos Sonatas y diversas piezas a cuatro manos, así como un Gran concierto en sol menor (1835) son algunas de sus composiciones para el teclado en esos años. Un período de juventud bajo la férrea tutela de su padre cuya obra más destacada es el Trío concertante en fa sostenido menor, de 1841.
Los llamados “años oscuros” se prolongan desde 1849 a 1872, año en que Franck es nombrado profesor de órgano en el conservatorio. La ópera nunca estrenada Le valet de ferme (El gañán), el poema sinfónico Redención, dos Misas y varias piezas de inspiración religiosa, entre ellas el famoso Panis angelicus, pertenecen a una etapa cuya cima, las Seis piezas para órgano de 1862, supone el comienzo de su reconocimiento fuera de los muros de Santa Clotilde, la iglesia de cuyo órgano Cavaillé-Coll sería titular hasta su muerte.
Entre 1873 y 1879, año en el que comienza la prodigiosa década final con el Quinteto en fa menor, Franck escribe el oratorio Las beatitudes y los poemas sinfónicos Leonora y Las Eólidas. Los diez últimos años del compositor ven nacer una sucesión de obras maestras. Los poemas sinfónicos El cazador maldito, Los Djinns y Psyché, las Variaciones sinfónicas para piano y orquesta, la Sonata para violín y piano, el Preludio, coral y fuga, la Sinfonía en re menor, el Cuarteto de cuerdas y los Tres corales para órgano jalonan un período en el que Franck, rodeado de fervientes discípulos, consolida un lenguaje característico en lo armónico –la modulación y el cromatismo– y en la forma –cíclica– que tendrá gran repercusión en la música francesa de principios del siglo XX.

### La música sinfónica
El cazador maldito
Poema sinfónico basado en una leyenda alemana narrada por Gottfried August Bürger.
Variaciones sinfónicas para piano y orquesta
Escritas en el verano boreal de 1885 para el pianista Louis Diémer, quien las estrenaría en la Société Nationale el 1 de mayo de 1886 bajo la dirección del autor. Al igual que en el poema sinfónico para piano y orquesta Los Djinns, las Variaciones no son propiamente una obra concertante, sino una novedad en el género, en la que dos temas antitéticos son desarrollados por el piano y la orquesta a lo largo de tres movimientos que se suceden sin interrupción. El primero de ellos, Poco allegro, sirve de exposición a ambos temas; un breve desarrollo conduce al Allegretto quasi andante, integrado por seis variaciones de muy variado carácter sobre el segundo tema. El Allegro non troppo final, lleno de equívocos tonales, cierra brillantemente una obra que contribuyó a cimentar la fama de su autor.
Sinfonía en re menor
Transcurrieron casi cincuenta años desde el primer intento sinfónico del joven César Franck en 1840, fecha de su Gran sinfonía en sol mayor, hasta la que quizás sea su obra más conocida, la Sinfonía en re menor. Esbozada en el otoño de 1887 y concluida en agosto del año siguiente, fue dedicada a Henri Duparc y estrenada el 17 de febrero de 1889. La crítica la acogió con gran acritud; Gounod llegó a afirmar que era “la incompetencia elevada a dogma”. La obra, de maciza orquestación que recuerda a veces al órgano, consta de solamente tres movimientos, aunque el segundo, Allegretto, es en realidad una curiosa combinación de andante y scherzo que concede un papel solista al corno inglés. El Lento–Allegro non troppo inicial comienza con una frase similar a la de Los Preludios de Liszt y es enérgico y fuertemente cromático. La Sinfonía concluye con un expansivo Allegro non troppo en el que reaparecen todos los temas, reafirmando el marcado carácter cíclico de la obra.

### La música de cámara
Trío concertante núm. 1 en fa sostenido menor para piano, violín
Escrito por un César Franck de apenas dieciocho años, el Trío en fa sostenido (1840) es el primero de un conjunto de cuatro y en él surge por primera vez la forma cíclica tan cara al compositor. Se abre con un movimiento bitemático: un tema sombrío y agitado es seguido por otro de carácter contemplativo, el motivo que recorrerá toda la obra. El segundo tiempo, un Scherzo, incorpora dos tríos, en el segundo de los cuales reaparece el tema cíclico. La obra se cierra con un Finale en forma de sonata.
Quinteto en fa menor para piano, dos violines, viola y violonchelo
Como en la Sinfonía, Franck tardó casi cuarenta años desde el Trío en fa sostenido en regresar a la música de cámara. Lo hizo con el magistral Quinteto de 1879, dedicado a Saint-Saëns y estrenado en la Société Nationale el 17 de enero de 1880, con el dedicatario al piano. Enormemente apasionada, la obra es de gran envergadura y complejidad y Franck adopta para ella una vez más la estructura cíclica. Consta de tres movimientos: un Molto moderato que comienza con una introducción dramática, desembocando en un tiempo rápido cromático y de amplio desarrollo; un Lento de largos temas melódicos en el que, no obstante, no decae la tensión y, finalmente, un fogoso Allegro non troppo, donde retornan los motivos cíclicos de los movimientos precedentes.
Sonata en la mayor para violín y piano
Obra capital de la música de cámara francesa del XIX, la Sonata para violín y piano fue escrita en el verano de 1886 y dedicada al violinista Eugène Ysaÿe, quien la estrenaría en el Círculo Artístico de Bruselas el 16 de diciembre del mismo año y sería uno de sus principales difusores. La Sonata gozó desde el principio de una excelente acogida y, junto al Cuarteto, estuvo entre las piezas favoritas de Marcel Proust, que la citaría tácitamente en su novela En busca del tiempo perdido. Dividida en cuatro movimientos, el Allegro ben moderato inicial es una breve forma sonata que presenta el motivo cíclico de la obra y sirve de introducción a un Allegro intenso y apasionado. Sigue un inusual Recitativo–Fantasía, de original desarrollo. El final, Allegretto poco mosso, comienza con un canon entre violín y piano, de estilo pastoral, y a través de un luminoso recorrido tonal conduce a un clímax de gran brillantez.
Cuarteto en re mayor
El Cuarteto es una de las últimas composiciones de César Franck. Comenzado en el otoño de 1889, tras haber estudiado a fondo los cuartetos de Beethoven, el estreno se produjo el 19 de abril de 1890 y el éxito fue clamoroso. “¡Vaya! —exclamaría con cierta amargura el músico—, parece que el público empieza a comprenderme.” La obra, densa y marcada toda ella por el sello característico del autor —el carácter cíclico y la inestabilidad tonal—, se inicia con un Poco lento–Allegro de grandes contrastes, que culmina en una fuga. Siguen un Scherzo de sutil colorido sonoro y un Larghetto que es una mezcla de andante y rondó. El movimiento final, Allegro molto, adopta la forma sonata y por él desfilan de nuevo motivos y temas de los movimientos anteriores.

### La obra para piano
Preludio, coral y fuga
Obra de esplendorosa madurez compuesta en 1884, este “combate entre la sombra y la luz” y “una de las diez piezas fundamentales de la literatura pianística” para Alfred Cortot, hizo en cambio decir a Saint-Saëns: “El coral no es un coral y la fuga no es una fuga; no se parece a ella más que un zoófito a un mamífero.” De una alta dificultad expresiva toda ella, el preludio es una insistente mirada sobre el abismo y va seguido, sin solución de continuidad, del coral, un tiempo lento doliente y misterioso, y, tras una bellísima modulación, de la luminosa Fuga.
Preludio, aria y final
La que podría ser considerada “la sonata pianística” de César Franck fue concluida en 1887 y estrenada el 12 de mayo del año siguiente por su dedicataria, la pianista Bordes-Pene. A diferencia del tríptico de 1884, se trata de una obra en la que predomina la claridad. Se abre con un majestuoso Preludio de amplio tema y delicado cromatismo. En el Aria, que adopta la forma de balada, las indicaciones “simple,” “melodioso” y “muy dulce” aparecen con frecuencia. El tumultuoso Final, de grandes contrastes, recorre temas de los otros movimientos, atravesando sucesivas tonalidades antes de disolverse en la brillante tonalidad principal.

### La obra para órgano
Seis piezas
La primera colección de piezas organísticas fue escrita entre 1860 y 1862 y está integrada por seis obras muy diferentes. La Fantasía es en sí misma un tríptico, de movimientos extremos lentos. La Gran pieza sinfónica, dividida en seis partes, anuncia las futuras sinfonías para órgano de Widor. El Preludio, Fuga y Variación, dedicado a Saint-Saëns, comienza y concluye con una bella melodía acompañada y sería transcrito después para piano. La bucólica Pastoral fue dedicada al célebre organero Cavaillé-Coll. La Oración es una pieza bipartita basada en una especie de coral de corte romántico. Por último, el Final que cierra la serie es una pieza de exhibición con largos solos de pedal y acordes enérgicos.
Tres piezas
Compuestas para la inauguración del órgano Cavaillé-Coll del Trocadero y estrenadas por el propio autor el 1 de octubre de 1878, son más complejas y atormentadas que las Seis piezas. La Fantasía en La es una emotiva pieza en la que tiene un especial papel melódico el registro “voz humana.” El Cantabile posee un carácter religioso y sereno. Finalmente, la Pieza Heroica, sólida y vigorosa, comienza con un tema amenazador acompañado de acordes obstinados y concluye con un brillante y muy franckiano coral.
Tres corales
Auténtico testamento musical del compositor y ciclo fundamental en la literatura organística, los Tres corales fueron escritos durante el verano boreal de 1890 (el último sería concluido el 25 de septiembre) por un César Franck ya enfermo. El Primer Coral, un conjunto de variaciones en crescendo gradual hasta un final grandioso, “no es lo que se piensa; el verdadero coral se va haciendo durante el transcurso de la obra,” según indicó el propio compositor a su alumno D’Indy. El Segundo Coral consta de dos series de variaciones sobre una triste y austera melodía, separadas por un dramático recitativo. El Tercer Coral tiene estructura tripartita y contiene pasajes de tipo toccata y un lírico adagio, además de la sección propiamente coral, concluyendo de modo triunfante.

## Catálogo de obras
| Año      | Opus      | FWV    | Obra | Tipo de obra             |
| -------- | --------- | ------ | --- | ------------------------ |
| 1834     | Opus 05   | -      | Variations brillantes sur l'air "Pré aux clercs" para orquesta [también en versión para piano solo] [Variaciones brillantes sobre un aire de “Pré aux clercs”] | Música orquestal         |
| 1834     | Opus 06   | -      | Grand trío, para piano, violín y violonchelo | Música de cámara         |
| 1834-35  | Opus 08   | -      | Variations brillantes sur la ronde favorite de Gustave III para piano con orquesta [aussi en versión para piano solo] [Variaciones brillantes sobre la ronda favorita de Gustavo III], con solo de piano.                                                                | Música orquestal         |
| 1835     | Opus 10   | -      | Grande sonate n.º 1, para piano. | Música solista (piano)   |
| 1835     | -         | -      | Gran concierto n.º 2 en sol menor, con solo de piano. | Música orquestal         |
| 1835     | -         | -      | O salutaris, para coro con órgano. | Música solista (órgano)  |
| 1835     | -         | -      | Blond Phébus, canto con piano [composición dudosa] | Música vocal (piano)     |
| 1835     | -         | -      | Notre Dame des orages, cantata para una voz con piano (Texto: Comte de Pastouret) [perdida] | Cantata                  |
| 1840     | Opus 13   | FWV 13 | Gran sinfonía n.º 1 en sol mayor. | Música orquestal         |
| 1841 (a) | Opus 12   | -      | Grande fantaisie n.º 1, para piano. | Música solista (piano)   |
| 1841 (a) | Opus 14   | -      | Fantaisie n.º 2, para piano. | Música solista (piano)   |
| 1841 (a) | Opus 15   | -      | Mélodies (2), para piano. | Música solista (piano)   |
| 1841 (a) | Opus 18   | -      | Sonate n.º 2, para piano. | Música solista (piano)   |
| 1841 (a) | Opus 19   | -      | Grande fantaisie n.º 3, para piano. | Música solista (piano)   |
| 1840     | -         | -      | Polka, para piano. | Música solista (piano)   |
| 1840     | -         | -      | Justus ut palma florebit, para bajo, coro con órgano. | Música coral (órgano)    |
| 1840     | -         | -      | Gratias super gratiam, para coro con órgano. | Música coral (órgano)    |
| 1840     | -         | -      | Tunc oblati sunt, para coro con órgano. | Música coral (órgano)    |
| 1840     | -         | -      | Sinite parvulos, para una voz con órgano. | Música coral (órgano)    |
| 1840     | -         | -      | Laudate pueri, para coro con órgano. | Música coral (órgano)    |
| 1841     | Opus 01.1 | FWV 01 | Trío concertante n.º 1, para piano, violín y violonchelo en fa sostenido menor. | Música de cámara         |
| 1841     | Opus 01.2 | FWV 02 | Trío concertante n.º 2 , para piano, violín y violonchelo en si bemol mayor (trío de salón). | Música de cámara         |
| 1842     | Opus 01.3 | FWV 03 | Trío concertante n.º 3, para piano, violín y violonchelo en si menor. | Música de cámara         |
| 1842     | Opus 04   | FWV 12 | Dúo n.º 1 sobre God Save the King, para piano a cuatro manos. | Música solista (piano)   |
| 1842     | Opus 02   | FWV 04 | Trío concertante n.º 4, para violín, violonchelo y piano en si menor. | Música de cámara         |
| 1842     | Opus 03   | FWV 11 | Eglogue, (Hirtengedicht). | Música solista (piano)   |
| 1842-43  | -         | FWV 70 | Souvenance (Chateaubriand). | Música vocal (piano)     |
| 1842-43  | -         | FWV 71 | Ninon (A. de Musset). | Música vocal (piano)     |
| 1842-43  | -         | FWV 72 | L'émir de Bengador (J. Méry). | Música vocal (piano)     |
| 1842-43  | -         | FWV 73 | Le sylphe (A. Dumas padre). | Música vocal (piano)     |
| 1842-43  | -         | FWV 74 | Robin Gray4 (J. P. de Florian). | Música vocal (piano)     |
| 1843     | -         |        | Solo de piano con quinteto de cuerda. | Música solista (piano)   |
| 1843     | Opus 05   | FWV 13 | Gran capricho n.º 1. | Música solista (piano)   |
| 1843     | Opus 06   | FWV 05 | Andantino quietoso, para violín y piano. | Música de cámara         |
| 1843     | Opus 07   | FWV 14 | Souvenir d'Aix-la-Chapelle. | Música solista (piano)   |
| 1844     | Opus 08   | FWV 15 | 4 Melodías de Franz Schubert[1. Die junge Nonne (La jeune religieuse)- 2. Die Forelle (La truite)- 3. Des Mädchens Klage (Les plaintes de la jeune fille) - 4. Das Zügenglócklein (La cloche des agonisants)], transcritas para piano solo                               | Música solista (piano)   |
| 1844     | Opus 09   | -      | Ballade. | Música solista (piano)   |
| 1844     | Opus 10   | -      | Solo de piano, sur un thème de "Ruth", con accompagnement de quintet à cordes [perdida] | Música solista (piano)   |
| 1844     | Opus 11   | FWV 16 | Gran fantasía n.º 1 sobre temas de Gulistan de Dalayrac. | Música solista (piano)   |
| 1844     | Opus 12   | FWV 17 | Gran fantasía n.º 2 sobre el aria y el virolai “Le pont du jour”, de Gulistan de Dalayrac | Música solista (piano)   |
| 1844     | Opus 13   | -      | Fantaisie, para piano [perdida] | Música solista (piano)   |
| 1844     | Opus 14   | FWV 06 | Dúo para piano y violín n.º 1. | Música de cámara         |
| 1844     | -         | -      | Stradella (E. Deschamps, comp. 1884). | Ópera                    |
| 1844     | -         | -      | 2 Melodías: à Félicité. | Música solista (piano)   |
| 1845     | Opus 15   | FWV 18 | Fantasía sobre dos aires polacos. | Música solista (piano)   |
| 1845     | Opus 16   | -      | Petits riens, (3) para piano [Naderías] [1. Duettino. 2. Valse - 3. Le songe] | Música solista (piano)   |
| 1845     | -         | -      | Ave Maria, para coro | Música coral             |
| 1843-46  | -         | FWV 51 | Ruth, égloga bíblica para solistas, coro y orquesta. | Música coral (orquesta)  |
| 1846     | Opus 17   | FWV 19 | Dúo n.º 2 sobre el cuarteto de Lucile de Grétry para piano a cuatro manos. | Música solista (piano)   |
| 1846     | -         | FWV 75 | L'ange et l'enfant (J. Réboul). | Música vocal (piano)     |
| 1845-47  | -         | -      | Ce qu'on entend sur la montagne, poema sinfónico según Victor Hugo | Música orquestal         |
| 1848     | -         | -      | Hymne à la patrie, para una voz con orquesta. | Música vocal (orquesta)  |
| 1849     | -         | FWV 76 | Aimer (J. Méry). | Música vocal (piano)     |
| 1849     | -         | -      | Sub tuum, para dos voces. | Música vocal             |
| 1850     | -         | -      | O gloriosa, para tres voces. | Música vocal             |
| 1848-49  | -         | FWV 77 | Les trois exilés: Quand l'étranger envahissant la France (canto nacional, B. Delfosse). | Música vocal (piano)     |
| 1851-53  | -         | -      | Le valet de ferme, opéra comique en 3 actes (A. Royer, G. Väez). | Ópera                    |
| 1851-53  | -         | -      | Tendre Marie, cantique | Música vocal             |
| 1857     | -         | FWV 78 | S'il est un charmant gazon (V. Hugo). | Música vocal (piano)     |
| 1858     | -         | FWV 55 | O salutaris, motete para soprano y tenor (o mezzo) y órgano. | Música coral (órgano)    |
| 1858     | -         | FWV 56 | O salutaris, motete para soprano, coro y órgano. | Música coral (órgano)    |
| 1858     | -         | FWV 57 | Ave Maria, motete para soprano, bajo y órgano. | Música coral (órgano)    |
| 1858     | -         | FWV 58 | Tantum ergo, motete para bajo, coro y órgano. | Música coral (órgano)    |
| 1858     | -         | FWV 59 | Misa solemne: O salutaris, para bajo y órgano. | Música vocal (órgano)    |
| 1858     | -         | FWV 25 | Andantino, para órgano en sol menor. | Música solista (órgano)  |
| 1858     | -         | FWV 26 | 5 Piezas para armonio [1. Offertoire - 2. Petit offertoire - 3. Verset - 4. Verset - 5. Communion]. | Música solista (armonio) |
| 1858     | -         | FWV 92 | Accompagnement d'orgue et arrangement pour les voix, des offices en canto grégorien restauré par le Père Lambilotte. | Música solista (órgano)  |
| 1859     | -         | FWV 60 | Le garde d'honneur: Divin Jésus, cantique au Sacré-Coeur, para solo y 2 voces de femmes con teclado. | Música vocal (piano)     |
| 1859     | -         | -      | 3 Antífonas para órgano. | Música solista (órgano)  |
| 1860     | Opus 12   | FWV 61 | Misa a tres voces, para soprano, tenor y bajo, órgano, arpa, violonchelo y contrabajo | Música vocal (órgano)    |
| 1860     | -         | -      | Cantique de Moïse: Cantemus Domino, para coro con piano [pourrait être le 2è choeur de "Plainte des israélites"] | Música coral             |
| 1860     | -         | FWV 28 | Fantasía en do mayor, para órgano. | Música solista (órgano)  |
| 1860-62  | Opus 17   | FWV 29 | Gran pieza sinfónica en fa sostenido menor, para órgano. | Música solista (órgano)  |
| 1862     | Opus 18   | FWV 30 | Preludio, fuga y variación en si menor, para órgano | Música solista (órgano)  |
| 1863     | Opus 19   | FWV 31 | Pastoral en mi mayor, para órgano. | Música solista (órgano)  |
| 1862     | Opus 20   | FWV 32 | Prière [Plegaria] en do sostenido menor, para órgano. | Música solista (órgano)  |
| 1862     | Opus 21   | FWV 33 | Final en si bemol mayor, para órgano. | Música solista (órgano)  |
| 1862     | Opus 22   | FWV 34 | Quasi marcia para armonio. | Música solista (armonio) |
| 1863     | -         | -      | 44 Pequeñas piezas para órgano y armonio. | Música solista (armonio) |
| 1863     | -         | FWV 62 | Ave María, para soprano, tenor, bajo y órgano. | Música vocal (órgano)    |
| 1865     | -         | -      | La tour de Babel, cantata para solistas, coro y orquesta. | Música coral (orquesta)  |
| 1865     | -         | FWV 20 | Les plaintes d'une poupée. | Música solista (piano)   |
| 1865     | -         | -      | Plainte des israélites, cantata para coro y orquesta. | Cantata                  |
| 1869     | -         | -      | Marlborough, para coro con órgano., piano, violonchelo, contrabajo y 4 mirlitones | Música coral (órgano)    |
| 1870     | -         | FWV 79 | Paris: Je suis Paris, oda patriótica para voces con orquesta. | Música coral (orquesta)  |
| 1869-70  | -         | FWV 53 | Les béatitudes, oratorio para solistas, coro y orquesta (San Mateo, en adaptación de Mme. J. Colomb). | Música coral (orquesta)  |
| 1871     | -         | FWV 63 | Quae est ista, ofertorio para solistas, coro, órgano, arpa y contrabajo (offertoire, para les fêtes de l'Assomption, de la Conception et du mois de Marie). | Música vocal (órgano)    |
| 1871     | -         | FWV 64 | Domine Deus in simplicitate, ofertorio para soprano, tenor, bajo, órgano y contrabajo (offertoire, para les premiers dimanches du mois,). | Música vocal (órgano)    |
| 1871     | -         | FWV 65 | Dextera Domini, ofertorio para solistas, soprano, tenor, bajo y órgano y contrabajo (offertoire, para le saint jour de Pâques). | Música vocal (órgano)    |
| 1871     | -         | FWV 66 | Domine non secundum, para soprano, tenor, bajo y órgano. | Música vocal (órgano)    |
| 1871     | -         | FWV 67 | Quare fremuerunt gentes, para soprano, tenor, bajo, órgano y contrabajo | Música vocal (órgano)    |
| 1871     | -         | -      | Ofertorio sobre un aire bretón para armonio. | Música solista (armonio) |
| 1871     | -         | FWV 80 | Le mariage des roses (E. David). | Música vocal (piano)     |
| 1871-72  | -         | FWV 52 | Rédemption, poema sinfónico para soprano y coro de voces femeninas con orquesta (E. Blau, rev. 1874). | Música coral (orquesta)  |
| 1871     | -         | -      | Patria, oda patriótica para voces con orquesta (Texte: Victor Hugo). | Música vocal (orquesta)  |
| 1872     | -         | FWV 81 | Roseset papillons (V. Hugo). | Música vocal (piano)     |
| 1872     | -         | FWV 82 | Passez, passez toujours (V. Hugo). | Música vocal (piano)     |
| 1872     | -         | -      | Panis angelicus, para tenor, órgano, arpa, violoncelo y contrabajo | Música vocal (acomp.)    |
| 1872     | -         | FWV 68 | Veni creator, para tenor, bajo y órgano. | Música vocal (órgano)    |
| 1873     | -         | FWV 83 | Lied (L. Paté). | Música vocal (piano)     |
| 1875     | -         | -      | Léonore, poème symphonique de Henri Duparc [arrangé para piano à 4 mains] | Música solista (piano)   |
| 1875     | -         | -      | Le philistin mordra la poussière, para coro con piano. | Música coral             |
| 1875-76  | -         | FWV 43 | Les éolides, poema sinfónico (según L. de Lisle). | Música orquestal         |
| 1878     | -         | FWV 35 | Fantasía en la mayor, para órgano. | Música solista (órgano)  |
| 1878     | -         | FWV 36 | Cantábile en si mayor, para órgano. | Música solista (órgano)  |
| 1878     | -         | FWV 37 | Pieza heroica en si menor, para órgano. | Música solista (órgano)  |
| 1879     | -         | FWV 84 | Le vase brisé (Sully-Prudhomme). | Música vocal (piano)     |
| 1879     | -         | FWV 07 | Quinteto para piano, dos violines, viola y violonchelo, en fa menor | Música de cámara         |
| 1880-81  | -         | FWV 54 | Rebecca, escena bíblica para solistas, coro y orquesta (P. Collin). | Música coral (orquesta)  |
| 1882     | -         | FWV 44 | Le chasseur maudit, poema sinfónico (según G. Bürger). | Música orquestal         |
| 1884     | -         | FWV 45 | Les Dlinns, con solo de piano (poema sinfónico según V. Hugo). | Música orquestal         |
| 1884     | -         | FWV 85 | Nocturne (L. de Fourcaud). | Música vocal (piano)     |
| 1884     | -         | FWV 21 | Preludio, coral y fuga. | Música solista (piano)   |
| 1885     | -         | FWV 22 | Danse lente. | Música solista (piano)   |
| 1885     | -         | FWV 46 | Variaciones sinfónicas, con solo de piano. | Música orquestal         |
| 1886     | -         | FWV 08 | Sonata para piano y violín, en la mayor | Música de cámara         |
| 1886-87  | -         | FWV 23 | Preludio, aria y final. | Música solista (piano)   |
| 1886-88  | -         | FWV 47 | Psyché, con coro (poema sinfónico, Sicard y Foucard). | Música orquestal         |
| 1886-88  | -         | FWV 48 | Sinfonía en re menor, | Música orquestal         |
| 1887     | -         | FWV 86 | Pour les victimes. | Música vocal (piano)     |
| 1888     | -         | FWV 87 | Les cloches du soir (Desbordes-Valmore). | Música vocal (piano)     |
| 1888     | -         | FWV 88 | La procession: Dieu s'avance à travers les champs, mélodie para voces con orquesta. | Música vocal (orquesta)  |
| 1888     | -         | FWV 90 | Premier sourire de mai, para voces femeninas y piano (V. Wilder). | Música vocal (piano)     |
| 1888     | -         | FWV 91 | Hymne, para cuatro voces masculinas y piano (Racine). | Música vocal (piano)     |
| 1888     | -         | -      | Cantique, para coro con cor obligé | Música coral             |
| 1880     | -         | FWV 93 | Ernelinde, princesse de Norvège, tragédie lyrique, en 3 actes et un prologue, par François-André Danican-Philidor | Ópera                    |
| 1880     | -         | FWV 94 | Tom Jones, opéra, en 3 actes, par François-André Danican-Philidor | Ópera                    |
| 1880     | -         | FWV 95 | Le bûcheron, opéra, en 1 acte, par François-André Danican-Philidor | Ópera                    |
| 1889     | -         | FWV 96 | Préludes et prières de Charles-Valentin Alkan, arreglo para órgano. | Música solista (órgano)  |
| -        | -         | FWV 97 | Hymnes, hamonisées à 3 voces mixtas con órgano. | Música vocal (órgano)    |
| 1889     | -         | -      | Andantino, para órgano [pourrait être le même que celui que Mohr rapporte en 1858, FWV 25] | Música solista (órgano)  |
| 1889     | -         | FWV 09 | Cuarteto para dos violines, viola y violonchelo, en re mayor | Música de cámara         |
| 1890     | -         | FWV 38 | Coral para órgano en mi mayor. | Música solista (órgano)  |
| 1890     | -         | FWV 39 | Coral para órgano si menor. | Música solista (órgano)  |
| 1890     | -         | FWV 40 | Coral para órgano en la menor. | Música solista (órgano)  |
| 1889-90  | -         | FWV 41 | Recueil de pièces (59) pour orgue ou harmonium, L'organiste, 1.er volume (59 piezas para órgano o armonio). | Música solista (órgano)  |
| 1894     | -         | FWV 69 | Salmo CL, para coro, órgano y orquesta. | Música coral (orquesta)  |
| 1894     | -         | FWV 49 | Hulda (C. Grandmougin, según Bjornson). | Ópera                    |
| 1896     | -         | FWV 50 | Ghiselle (G.A. Thierry). | Ópera                    |
| 1888     | -         | FWV 89 | Seis dúos para soprano, contralto y piano [1. L'ange gardien (C. Franck) - 2. Aux petits enfants (A. Daudet) - 3. La Vierge á la créche (A. Daudet) - 4. Les danses de Lormont (L. Desbordes-Valmore) - 5. Soleil (G. Ropartz) - 6. La chanson du vannier (A. Theuriet)] | Música vocal (piano)     |
| -        | -         | FWV 10 | Mélancolie, para violín y piano (transcription d'après une leçon de solfège pub. 1911). | Música de cámara         |